# Eriolaena wallichii
Eriolaena wallichii är en malvaväxtart som beskrevs av Dc.. Eriolaena wallichii ingår i släktet Eriolaena och familjen malvaväxter. Inga underarter finns listade i Catalogue of Life.